# Grete Mecenseffy
Grete Mecenseffy (Viena, 9 de agosto de 1898-Gallneukirchen, 11 de septiembre de 1985), nacida como Margarethe Edle von Mecenseffy, fue una profesora y catedrática austríaca.

## Trayectoria
Margarethe Edle von Mecenseffy era hija del soldado profesional Artur von Mecenseffy (1865-1917) y Hedwig Thausing, hija del historiador de arte Moritz Thausing. Asistió a escuelas en Praga y Bolzano, así como a la Escuela de la Selva Negra en Viena. En 1917 terminí el bachillerato en el k.k. Akademischen Gymnasium de Viena. Ese mismo año, su padre, que había alcanzado el rango de teniente mariscal de campo,fue asesinado cerca de Asiago en Italia. 
Mecenseffy estudió historia y alemán en la Universidad de Viena y se doctoró en 1921 con una disertación sobre las relaciones diplomáticas entre Inglaterra y Austria-Hungría de 1868 a 1871 en AF Přibram.
En 1928 fue becaria en la Asociación Española de Mujeres Universitarias.En 1928 y 1929 realizó investigaciones en el Archivo General de Simancas de Valladolid y en archivos franceses e ingleses sobre las relaciones hispano-austriacas en el siglo XVII y principios del siglo XVIII.
Ejerció de profesora de alemán, historia y geografía. De 1924 a 1930 fue profesora en varias escuelas privadas para niñas de secundaria y luego en escuelas secundarias públicas hasta 1946. Paralelamente trabajó como historiadora.
Tras la Segunda Guerra Mundial, fue acusada por hacer propaganda para el Partido Nacionalista Obrero Alemán y de apoyar la idea de la Gran Alemania durante la era nacionalsocialista, lo cual era inaceptable para una profesora de historia en la Austria de posguerra. El 24 de enero de 1946 la despidieron como profesora. Trabajó como intérprete para el gobierno militar de la zona británica hasta 1947.  Se jubiló definitivamente en 1948.
Mecenseffy estudió después teología protestante en Viena, especialmente con el profesor de historia de la Iglesia Wilhelm Kühnert, y durante un año con una beca de la Organización de Ayuda de las Iglesias Evangélicas de Suiza en la Universidad de Zúrich y en Basilea. Se doctoró en Viena en 1951 con una tesis sobre la historia del protestantismo en Alta Austria. En el período siguiente, investigó y publicó sobre la historia de la iglesia protestante con acentos históricos y biográficos regionales y un enfoque en los siglos XVI y XVII y trabajó principalmente en la historia del movimiento anabautista en el sur de Alemania.
En 1952 completó su habilitación en historia de la iglesia protestante. Ese mismo año comenzó a dar clases en la facultad de teología protestante de la Universidad de Viena y en 1958 fue nombrada catedrática asociada y, en 1965, catedrática.
En 1966 fue ordenada vicaria parroquial. Fue representante de las Iglesias Reformadas en el Sínodo General, de 1954 a 1972 editora principal de la Gaceta de la Iglesia Reformada, desde 1953 ocupó un puesto de liderazgo en la Sociedad para la Historia del Protestantismo en Austria y desde 1953, con Wilhelm Kühnert, editor del Anuario de Historia del Protestantismo en Austria . En 1957 se convirtió en miembro de la Comisión Histórica del Sudeste de Alemania y en 1958/59 fue directora de la restablecida escuela de formación de profesores protestantes en Oberschützen.
Falleció en noviembre de 1985 a los 87 años.

## Reconocimientos
En 1944 recibió un premio del Instituto Ibero-Americano de Hamburgo. En 1965, la facultad de teología de la Universidad de Berna la nombró doctor honoris causa. En 1982 recibió la Cruz Austriaca de Honor en Ciencias y Arte.
En 2020, Mecenseffy fue incluida dentro del proyecto “Mujeres Investigadoras en los Archivos Estatales (1900-1970)” para la descripción archivística y creación de un micrositio específico en el Portal de Archivos Españoles (PARES), desarrollado entre 2020-2023. Este proyecto ha sido impulsado por la Subdirección General de Archivos Estatales, con el objetivo visibilizar la labor de investigación realizada en España por las mujeres en el intervalo 1900-1970 partiendo de los registros documentales que se conservan en los Archivos de Gestión de los AAEE del Ministerio de Cultura (el Archivo Histórico Nacional, el Archivo de la Corona de Aragón, el Archivo General de Simancas, el Archivo General de Indias, el Archivo de la Real Chancillería de Valladolid, el Archivo General de la Administración y el Centro de Información Documental de Archivos).